# Distretto di Shunyi
Il distretto di Shunyi (cinese semplificato: 顺义区; cinese tradizionale: 順義區; mandarino pinyin: Shùnyì Qū) è un distretto di Pechino. Ha una superficie di 1.019,89 km² e una popolazione di 877.000 abitanti al 2010.